# Sirawat Kaewmaneewan
Sirawat Kaewmaneewan (thailändisch ศิรวัฒน์ แก้วมณีวรรณ; * 3. November 2005), auch als Title bekannt, ist ein thailändischer Fußballspieler.

## Karriere
Sirawat Kaewmaneewan erlernte das Fußballspielen in der Jugendmannschaft der Khlong Khon Academy in Samut Songkhram. Seinen ersten Vertrag unterschrieb er im Juli 2024 beim Zweitligisten Police Tero FC. Sein Zweitligadebüt für den Verein aus der Hauptstadt Bangkok gab Kaewmaneewan am 11. August 2024 (1. Spieltag) im Auswärtsspiel gegen den Chainat Hornbill FC. Bei der  2:1-Niederlage wurde er in der 54. Minute für den Australier Adolph Koudakpo eingewechselt.